# Голубничий, Всеволод Сергеевич
Всеволод Сергеевич Голубничий (укр. Всеволод Сергійович Голубничий, англ. Vsevolod Holubnychy, псевдонимы — Феликс, В. Голуб, 5 июня 1928, Богодухов — 10 апреля 1977, Нью-Йорк) — украинский экономист, историк, публицист, общественный и политический деятель украинской диаспоры. Доктор экономики (1971), член Свободной украинской академии наук, профессор Хантерского колледжа.

## Биография
Родился в Богодухове. Мать — русская, работница сферы охраны детства, отец — украинец, агроном. Во время гражданской войны его отец служил в Красной армии, в кавалерийском отряде Семёна Будённого, позднее, во время сталинского террора, дважды подвергался аресту. Во время Второй мировой войны Голубничего угнали в Германию, и до 1945 года он находился там в качестве остарбайтера.
После войны учился в Украинском свободном университете (Мюнхен). В 1951 году переехал в США, окончил экономический факультет Колумбийского университета (1954), преподавал в Российском институте этого университета (1954—1956).
В те же годы Голубничий становится активным деятелем молодёжного движения украинских эмигрантов: член студенческих групп «Общественный гуманизм», «Златоглавый Киев». С 1946 года — член Украинской революционно-демократической партии, редактор её газеты «Юношеская борьба». После раскола партии в 1948 году — активный деятель её левого крыла, к которому во главе с первым президентом партии Григорием Костюком присоединились Иван Майстренко, Борис Левицкий, Роман Паладийчук и другие. Эти новые левые критиковали эмигрантов, требовавших «восстановить старый дореволюционный порядок», считая, что подобный призыв «спустя тридцать лет» после произошедших изменений — не что иное, как попытка не замечать новой ситуации и стремление восстановить частную собственность в экономике.
В апреле 1949 года группа начала издавать газету «Вперёд. Украинский рабочий журнал», редактором которой в течение десяти лет оставался Голубничий, он же представлял самое левое течение в послевоенной украинской эмиграции. Газета «Вперёд» симпатизировала маоизму, но на её страницах также публиковались первые переводы на украинский таких авторов, как посттроцкисты Тони Клифф и Хэл Дрейпер.
В 1960—1970-х гг. Всеволод Голубничий руководил «Клубом круглого стола» в Нью-Йорке, целями которого были всестороннее изучение общественных реалий на Украине и демократизация жизни западно-украинской диаспоры. В будущем суверенном украинском государстве Голубничий считал необходимым произвести переход от существующей государственно-капиталистической собственности на средства производства к собственности общественной и от волюнтаристских основ хозяйствования к настоящему обоснованному плановому хозяйству. Выступал за всестороннее социальное развитие украинского общества, особенно — улучшение положения его угнетённых слоев.

## Научная деятельность
Голубничий стал одним из крупнейших на Западе экспертов в марксистской экономической теории и экономике СССР. Последнюю, в отличие от большинства зарубежных специалистов, он рассматривал не как гомогенную целостность, а как совокупность систем со значительными регионально-историческими и этнокультурными различиями. Он автор более 100 научных публикаций по экономике, политологии, истории, культурологии. Среди которых англоязычные: «Советская экономическая помощь Китаю», «Очерк истории КПУ» (обе — 1958 года), «Экономическая система в действии: США, СССР и Франция» (1965, учебник в соавторстве с Альфредом Оксенфельдом), «Экономическая интеграция в Восточной Европе: детерминистский подход» (1976); на немецком языке: «Диалектический материализм Мао Цзэдуна» (1962); на украинском языке: «Украина в Организации Объединенных Нациях» (1953), «Суть украинской культуры и украинская культура в диаспоре» (1964), «Кормчая книга академика Глушкова или „Legatum“ Петра Шелеста» (1977).
Статьи Голубничего по украинской политике, экономике и истории считаются одними из лучших в области украиноведения. В своих послевоенных статьях о будущем развитии СССР он предложил прогноз, который, хотя и не был замечен большинством советологов, оказался поразительно точным. Значительная часть научного наследия Голубничего не опубликована. Рукописи хранятся в фондах университетских библиотек США.